# Tryggare kan ingen vara (film)
För andra betydelser, se Tryggare kan ingen vara (olika betydelser).
Tryggare kan ingen vara är en brittisk animerad film från 1986, baserad på en tecknad serie av Raymond Briggs.

## Handling
Tredje världskriget har brutit ut och en kärnvapenattack står i begrepp. Det äldre paret Jim och Hilda Bloggs har fått broschyrer utgivna av regeringen och med hjälp av dessa bestämmer de sig för att bygga ett skyddsrum i huset. De överlever attacken men blir förvånade när de märker att saker som el, vatten och telefon inte längre fungerar. Snart inser paret att det här kriget inte är som det förra.

## Om filmen
Filmen visades första gången i februari 1987 vid Fantasporto Film Festival i Portugal. Den hade svensk premiär den 24 april samma år och är tillåten från 7 år. Jims och Hildas svenska röster görs av Anders Nyström och Margreth Weivers.

## Röster i originalversionen
- Peggy Ashcroft - Hilda
- John Mills - Jim
- Robin Houston
- James Russell
- David Dundas
- Matt Irving

## Musik i filmen
- When the Wind Blows, framförd av David Bowie
- Folded Flags, framförd av Roger Waters
- The Fallout, framförd av Roger Waters
- Towers of Faith, framförd av Roger Waters